# Acacia minyura
Acacia minyura — вид квіткових рослин з родини бобових. Ареал: Австралія (Північна територія, Південна Австралія, Західна Австралія, Квінсленд, Новий Південний Уельс).

## Середовище
Він зустрічається на гранітних підйомах, скелястих пагорбах, а також на рівнинах, де він росте в червоному піску, суглинку або латеритних ґрунтах.

## Біоморфологічна характеристика
Розлоге багатостовбурне дерево або кущ зазвичай досягає висоти від 1 до 5 метрів і має таку ж ширину. Гілочки мають великі смолисті ребра з сіро-блакитним смоляним покриттям нового росту. Плоскі, зелені та прямі або злегка вигнуті філодії мають довжину від 5 до 30 мм і ширину від 2 до 4 мм і мають помітні жилки. Цвіте з травня по серпень, утворюючи жовті квітки. Прості суцвіття зустрічаються поодиноко в пазухах. Плоскі довгасті коричневі стручки мають довжину до 3,5 см і ширину від 11 до 15 мм. Довгасте насіння всередині стручка має довжину від 4 до 5 мм.